# 제1군 (독일 국방군)
독일 제1군은 제2차 세계 대전 당시 독일 육군의 일부였다.
제1군은 1939년 9월에 창설되었으나 폴란드 침공에는 참여하지 않았다. 제1군의 초대 사령관은 에르빈 폰 비츠레벤 원수였다. 1940년 5월 제1군은 프랑스 침공에 가담하여 마지노 선을 공격하였다. 제1군은 침공에 가담한 후 사흘 만에 마지노 선을 깨뜨리고 프랑스 중부지역으로 진격하였다. 1940년 6월 프랑스 침공이 끝났고, 그 해 10월에 요하네스 블라스코비츠 장군이 폰 비츠레벤에 이어 사령관이 되었다. 이 후 제1군의 임무는 연합군의 공격에 대비하여 대서양 연안을 방어하는 것이었다.
1944년 6월, 연합군이 프랑스 상륙에 성공한 후 (오버로드 작전), 제1군은 나치 독일의 서쪽으로 후퇴하였다. 1945년 3월, 제1군은 카이저스라우테른 부근에서 포위되었다. 그러자 제1군은 이 포위망을 뚫고 다뉴브강으로 퇴각하였다. 1945년 5월 8일, 제1군은 알프스 부근에서 연합군에 항복하였다. 제1군의 마지막 사령관은 루돌프 코흐-에르파흐 장군이었다.

## 사령관
- 에르빈 폰 비츨레벤 원수: (1939년 9월 1일 ~ 1940년 10월 26일)
- 요하네스 블라스코비츠 장군: (1940년 10월 26일 ~ 1944년 5월 1일)
- 요하힘 레멜센 장군: (1944년 5월 1일 ~ 1944년 6월 2일)
- 쿠르트 폰 데르 헤발레리 장군: (1944년 6월 2일 ~ 1944년 9월 5일)
- 오토 폰 크노벨즈도르프 장군: (1944년 9월 5일 ~ 1944년 11월 30일)
- 한스 폰 옵스트펠더 장군: (1944년 11월 30일 ~ 1945년 2월 28일)
- 헤르만 풰르츠 장군: (1945년 2월 28일 ~ 1945년 5월 6일)
- 루돌프 코흐-에르파흐 장군: (1945년 5월 6일 ~ 1945년 5월 8일)

## 같이 보기
- 제1군 (독일 제국)